# تزولیو
تزولیو (به ایتالیایی: Zuglio) یک کومونه در ایتالیا است که در استان اودینه واقع شده‌است. تزولیو ۸٫۳ کیلومتر مربع مساحت و ۶۳۳ نفر جمعیت دارد و ۴۲۵ متر بالاتر از سطح دریا واقع شده‌است.